# Meryta choristantha
Meryta choristantha är en araliaväxtart som beskrevs av Hermann Harms. Meryta choristantha ingår i släktet Meryta och familjen Araliaceae. Inga underarter finns listade.